# Filderauffahrt
Als Filderauffahrt bezeichnet man mehrere unterschiedliche Straßen-Verkehrsprojekte im Osten Stuttgarts. Da Stuttgart keine fernverkehrstaugliche Ostumfahrung besitzt, gehört die Debatte um eine ausgebaute Filderauffahrt zwischen der B 10 im Neckartal und der A 8 auf der Filderebene zu den großen Verkehrsprojekten in der Region Stuttgart. Hauptstreitpunkt ist die Lage und Ausgestaltung der Umfahrung. Unterschieden werden Varianten der Filderauffahrt mit langem Tunnel von der Anschlussstelle B 10/B 14 am Kraftwerk Gaisburg bis zur B 27 auf Höhe des SI-Centrums und die Filderauffahrt als geplante Verlängerung der B 312. Beide Varianten sind nicht zu verwechseln mit der bestehenden Hedelfinger Filderauffahrt.

## Geschichte
Ursprünglich war das Projekt Teil einer geplanten Autobahn zwischen Schwäbisch Hall, Stuttgart, Reutlingen und Ravensburg (A 85), später wurden die Pläne auf eine bloße Verbindung zwischen der B 10 im Neckartal und der A 8 auf der Filderebene konzentriert. Diese Fortsetzung der bestehenden B 312 wurde aufgrund ihrer überregionalen verkehrspolitischen Bedeutung im Bundesverkehrswegeplan als Priorität 1 („vordringlicher Bedarf“) geführt.
Hauptbestandteil der daraufhin angefertigten Planung sollten drei einröhrige Tunnel sein (Steinenberg-, Lederberg- und Haschbergtunnel), die Hedelfingen, Heumaden und Riedenberg unterqueren, wobei die Querung der Stadtteile Riedenberg und Hedelfingen als Hauptkritikpunkt gesehen wurde. Anschließend sollte die Straße in die Mittlere Filderstraße münden. Die Realisierung dieses Projekts ist an zwei Faktoren gescheitert: Zum einen entsprach die Planung nicht einer im April 2004 beschlossenen EG-Richtlinie zur Tunnelsicherheit, der zufolge einröhrige Tunnelbauten für nicht mehr als 20.000 Fahrzeuge täglich ausgelegt werden dürfen. Zum anderen hätte die Drei-Tunnel-Strecke erhebliche Kosten (ca. 300 Mio. Euro) verursacht, denen nach Ansicht der damaligen Bundesregierung ein hauptsächlich lokaler Nutzen gegenübersteht. Daraufhin wurde das Projekt im Bundesverkehrswegeplan von Priorität 1 („vordringlicher Bedarf“) auf Priorität 2 („weiterer Bedarf“) zurückgestuft, obwohl die Stadt Stuttgart das Projekt mit 40 Mio. Euro mitfinanzieren wollte.

## Aktueller Stand der Planungsansätze und Diskussionen
Derzeit wird eine neue vierspurige Streckenplanung verfolgt, die etwa 150 Mio. Euro kosten soll (Stand ~ 2006). Die Strecke soll an der A 8 etwa in Höhe der Anschlussstelle Stuttgart-Flughafen beginnen, dann westlich an Scharnhausen vorbeilaufen, das Körschtal auf einer Brücke überqueren, in einem Tunnel Ruit und Esslingen-Weil unterqueren und in die B 10 münden. Die Stadt Stuttgart ist mit diesem Vorschlag nicht einverstanden, da eine weiter östlich verlaufende Strecke die Stuttgarter Stadtteile Riedenberg und Hedelfingen nur bedingt entlastet.
Forderungen nach einem Projekt Filderauffahrt tauchen immer wieder auf, im Sommer 2015 beispielsweise von der Industrie- und Handelskammer (IHK) Region Stuttgart zusammen mit einer Mehrheit im Verband Region Stuttgart. Gegner sehen dies als Wahlkampfforderungen.
Aktuell steht eine Tunnelvariante mit 2 Röhren mit jeweils rund 7,2 km Länge zur Diskussion. Die Strecke könnte nach dem Abriss des Kraftwerks Gaisburg direkt an das Dreieck Neckarpark (B 10/B 14) angeschlossen werden und bei Möhringen mit der Bundesstraße 27 verknüpft werden.